# Croix de cimetière de Jonquières
La croix de cimetière de Jonquières est une croix du XVIe siècle située à Jonquières, en France.

## Localisation
La croix est située sur la commune de Jonquières, dans le département français de l'Aude.

## Historique
Cette croix de cimetière est édifiée au XVIe siècle, et accompagnée d'un autel.
L'ensemble de la croix et de l'autel est inscrit au titre des monuments historiques en 1962.